# Toussiana
Toussiana est un village et le chef-lieu du département de Toussiana situé dans la province du Houet de la région des Hauts-Bassins, au Burkina Faso.

## Géographie
Toussiana est située au pied de la falaise de Banfora. Elle est localisée à 26 km au nord-est de Banfora et à 55 km au sud-ouest de Bobo-Dioulasso. Le village est traversé par la route nationale 7.

## Économie
L'économie de la commune est en partie liée à la gare de Toussiana dans ce village sur la ligne d'Abidjan à Ouagadougou – en plus de la proximité avec la RN 7 – permettant des échanges commerciaux entre Banfora et Bobo-Dioulasso.

## Santé et éducation
Toussiana accueille un centre de santé et de promotion sociale (CSPS).